# Rundfunkjahr 1961

1961: Der Auslandssender von Radio Ghana verbreitet die Panafrikanische Idee von Präsident Kwame Nkruma.

Liste der Rundfunkjahre

◄◄ | ◄ | 1957 | 1958 | 1959 | 1960 | Rundfunkjahr 1961 | 1962 | 1963 | 1964 | 1965 | ► | ►►

Weitere Ereignisse

## Allgemein
- 28. Februar – Das Bundesverfassungsgericht entscheidet im 1. Rundfunk-Urteil gegen den Plan Konrad Adenauers eines privaten, aber im Besitz des Bundes stehenden zweiten bundesweiten Fernsehsenders.
- 15. Mai – In Montreux, Schweiz wird zum ersten Mal der Fernsehpreis Rose d’Or („Goldene Rose von Montreux“) vergeben. Die erste Rose d’Or erhält die BBC-Produktion The Black and White Minstrel Show.
- 1. Juni – Auf den Frequenzen des späteren ZDF geht ARD 2 auf Sendung.
- 6. Juni – Die Länder unterzeichnen einen Staatsvertrag für ein „gemeinnütziges“ zweites deutsches Fernsehprogramm, die Grundlage für das spätere ZDF.
- 25. August bis 3. September – Auf der Berliner Funkausstellung, der ersten seit dem Ende des Zweiten Weltkrieges, stellt die Firma Loewe AG den Optacord 500, einen frühen Videorekorder für den Heimanwendermarkt vor. Das Gerät findet jedoch kaum Verbreitung.

## Hörfunk
- 13. Januar – Der WDR in Köln   beginnt mit der Ausstrahlung des 8-teiligen Hörspiels Paul Temple und der Fall Conrad von Francis Durbridge mit René Deltgen, Annemarie Cordes und Kurt Lieckin den Hauptrollen (Regie: Eduard Hermann).
- 8. März – Mit Radio Nord startet der zweite kommerzielle Hörfunksender Schwedens. Als Sendestation dient das Boot MS Bon Jour, das in internationalem Gewässer liegt.
- 1. Juli – Radio Ghana beginnt mit der Ausstrahlung seines Auslandsdienstes, der ein wichtiges Propagandainstrument Präsident Kwame Nkrumah und seiner Idee des Panafrikanismus wird.
- 21. Oktober – Mit Mezz’Ora Italiana startet im saarländischen Rundfunk das erste Ausländerprogramm der ARD.
- 31. Dezember – Der Deutsche Langwellensender, der Vorgänger des Deutschlandfunks, wird eingestellt.

## Fernsehen

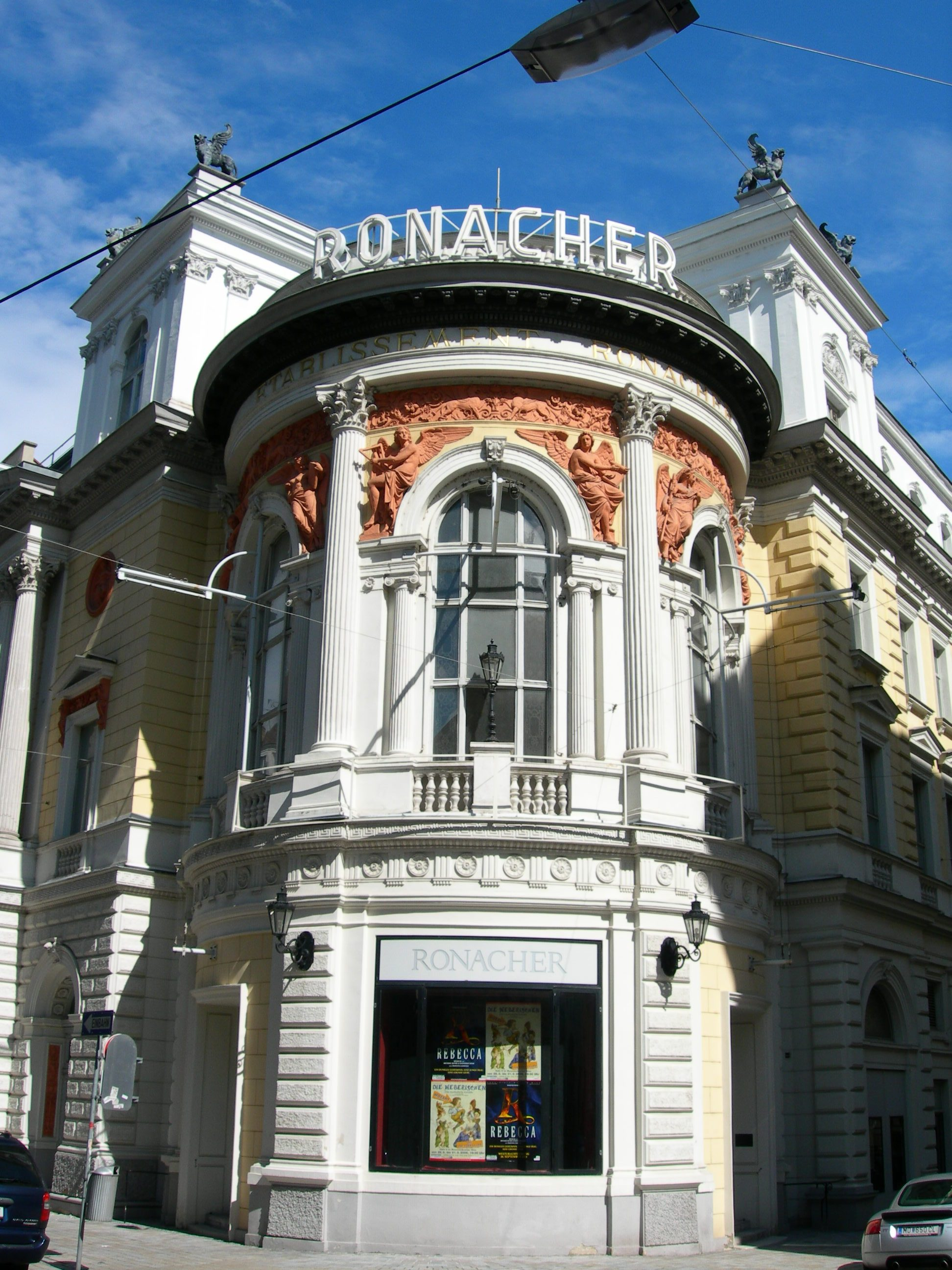
Das Ronacher in Wien wird zur Fernsehproduktionsstätte

- 10. Januar – Start der Vorabendserie Funkstreife Isar 12 im Deutschen Fernsehen.
- 20. Januar – Mit der Vereidigung John F. Kennedys wird zum ersten Mal eine Amtseinführung eines Präsidenten der Vereinigten Staaten in Farbe übertragen.
- April – Die Räumlichkeiten des Varietétheaters Ronacher werden vom ORF als fixe Fernsehproduktionsstätte genutzt.
- 14. Mai – Der Hessische Rundfunk zeigt im Abendprogramm der ARD die erste Folge der Serie Es darf gelacht werden. Moderator Werner Schwier präsentiert darin auf heitere Weise Kurzfilme aus der Stummfilmzeit.
- 4. Juni – Auf ARD 2 ist die erste Ausgabe der Sportschau zu sehen. Als eine der ersten Sendungen im deutschsprachigen Fernsehen berichtet sie ausführlich über das aktuelle Sportgeschehen.
- 11. September – Der ORF beginnt, zunächst an drei Tagen pro Woche, mit der Ausstrahlung eines zweiten Fernsehkanals.
- 3. Oktober – Die CBS strahlt die erste Folge der Dick van Dyke Show aus.
- 4. Oktober bis 28. Dezember – Das Deutsche Fernsehen sendet in ihren Regionalprogrammen erstmals den 13-teiligen Straßenfeger Gestatten, mein Name ist Cox nach einem Roman von Rolf und Alexandra Becker. Unter der Regie von John Olden spielten Günter Pfitzmann und Ellen Schwiers die Hauptrollen.
- 4. November – Sendestart von Rai Due, dem zweiten Fernsehkanal der öffentlich-rechtlichen Radiotelevisione Italiana.
- 15. November – Die Ausstrahlung des von Carl Merz und Helmut Qualtinger verfassten Einakters Der Herr Karl im ORF löst heftige Debatten in der österreichischen Öffentlichkeit aus. Das nur von einer Kamera ohne Zwischenschnitte gefilmte Stück über die Lebensgeschichte eines opportunistischen Mitläufers erzählt zugleich die Geschichte Österreichs von den 1920er- bis in die 1950er-Jahre.
- 31. Dezember – Die RTÉ beginnt mit der Ausstrahlung des ersten Fernsehprogramms für die Republik Irland.

## Geboren

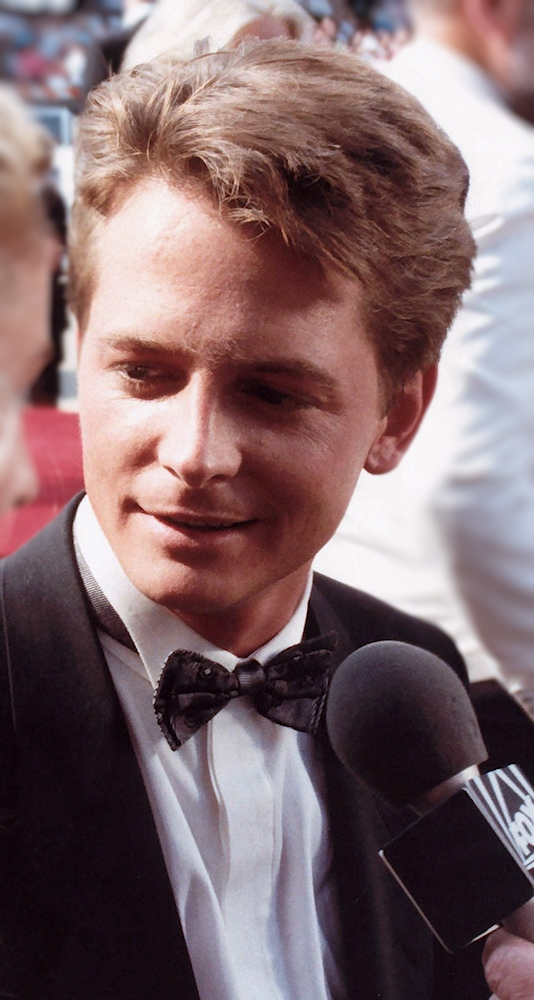
9. Juni: Michael J. Fox wird geboren

- 13. Januar – Julia Louis-Dreyfus, US-amerikanische Schauspielerin (Seinfeld), wird in New York geboren.
- 19. Januar – Paul McCrane, US-amerikanischer Schauspieler (Emergency Room – Die Notaufnahme), wird in Philadelphia geboren.
- 26. Februar – Vera Cordes, deutsche Journalistin und Fernsehmoderatorin (Visite), wird in Hamburg geboren.
- 5. März – Dirk Schäfer, deutscher Regisseur und Dokumentarfilmer, wird in Gelnhausen geboren.
- 8. März – Camryn Manheim, US-amerikanische Schauspielerin, wird in New Jersey geboren.
- 28. März – Barbara Wussow, österreichische Schauspielerin, wird in München geboren.
- 19. April – Bernd Stelter, Karnevalist, Fernseh-Comedian (7 Tage, 7 Köpfe, 1997–2005), -Moderator (Das NRW-Duell, ab 2007) und Schriftsteller, wird Unna in geboren.
- 23. April – Dirk Bach, deutscher Schauspieler, wird in Köln geboren († 2012).
- 9. Juni – Michael J. Fox, kanadisch-US-amerikanischer Schauspieler (Alex Keaton in Familienbande, 1982–1989), wird in Edmonton, Kanada geboren.
- 10. Juli – Ulla Kock am Brink, deutsche Fernsehmoderatorin, wird in Mülheim an der Ruhr geboren.
- 18. September – James Gandolfini, US-amerikanischer Schauspieler (Die Sopranos, 1999–2007), wird in Westwood (New Jersey) geboren († 2013).
- 2. Dezember – Gaby Köster, deutsche Schauspielerin (Ritas Welt, 1998–2003) und Kabarettistin (7 Tage, 7 Köpfe, 1996–2005), wird in Köln-Nippes geboren.

## Gestorben
- 5. Februar – Ludwig Meybert, deutscher Schauspieler, Theaterregisseur und Hörspielsprecher stirbt 67 oder 68-jährig in Hamburg.
- 30. Juni – Lee De Forest, US-amerikanischer Erfinder und Rundfunkpionier stirbt 87-jährig in Hollywood.
- 30. Juni – Kurt Meister, deutscher Schauspieler, Regisseur, Autor und Hörspielsprecher stirbt 60-jährig. Er wurde vor allem durch Regiearbeiten bei Hörspielproduktionen des NWDR Köln und dessen Rechtsnachfolger dem WDR bekannt.